# Perszonálunió

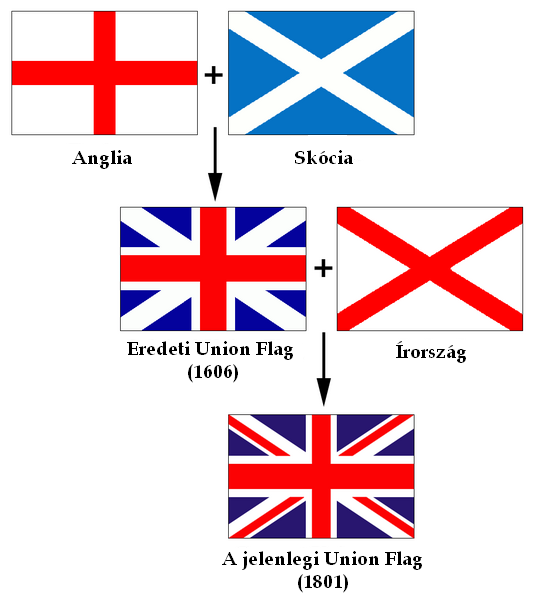
Az Egyesült Királyság zászlajának kialakulása, a brit parlament 1908-ban mondta ki először, hogy a Union Jack az Egyesült Királyság nemzeti lobogója

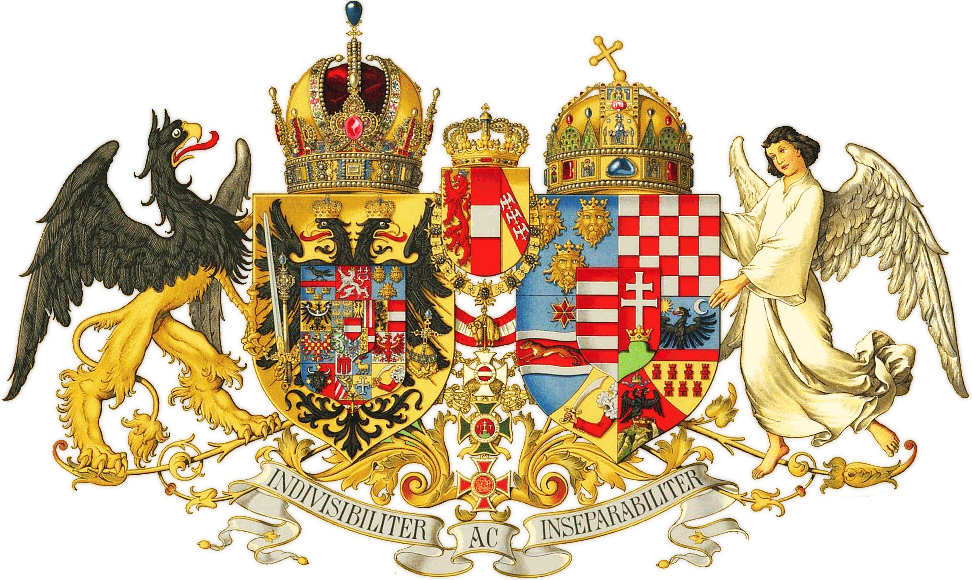
Az Osztrák–Magyar Monarchia középcímere

A perszonálunió két (esetleg több) független állam olyan szövetsége, amelyet a közös uralkodó személye kapcsol össze.

## Létrejötte
Általában úgy jön létre, hogy egy ország uralkodóját egy másik ország erre feljogosított szervezetei szintén uralkodójuknak választják. (A dinasztikus típusú trónutódlásnál ez nemigen jöhet szóba). Erre mind belpolitikai, mind külpolitikai okból sor kerülhet. (A belső egyensúly megteremtése, illetve közös ellenség esetén).

## Megszűnése
Mivel az államok önállósága fennmarad, a közös államfő (uralkodó) halála, lemondása vagy trónfosztása után, ha nincs erősebb összetartó erő, csak az uralkodó személye, a perszonálunió nagyon gyakran megszűnhetett, megszűnhet, akár úgy is, hogyha az uralkodónak több gyermeke is volt, azok mind vagy egy részük a perszonálunióban részt vevő egy-egy állam élére került.

## Történelmi példák a perszonálunióra
- Magyar–lengyel perszonálunió A Magyar Királyság és a Lengyel Királyság között, I. Lajos magyar és lengyel király idején, 1370-től 1382-ig, de Nagy Lajos halála után a két állam élére I. Lajos egy-egy lánya került, Magyarország trónjára idősebb leánya, Mária ült, míg Lengyelország uralkodója a kisebbik lánya, Hedvig lett (első perszonálunió a két ország között),
- A Magyar Királyság és a Nápolyi Királyság között 1385 és 1386 között III/II. (Kis) Károly uralkodása alatt
- III. Ulászló lengyel király I. Ulászló néven 1440-től 1444-ig magyar király is volt (második perszonálunió a két ország között),
- 1305-ben Magyarország és Csehország között I. Vencel magyar király, cseh trónörökös cseh királlyá válásával III. Vencelként, de nem volt hosszú életű, mivel Vencel még abban az évben lemondott a magyar trónról Bajor Ottó javára (első perszonálunió a két ország között),
- 1410-től 1439-ig Magyarország és a Német-római Birodalom között Luxemburgi Zsigmond (1433-ig német királyként, majd 1437-ig német-római császárként) és Habsburg Albert (német királyként) uralkodása alatt (első perszonálunió a két ország között),
- 1419-től 1439-ig Magyarország és Csehország között Luxemburgi Zsigmond és Habsburg Albert uralkodása alatt (második perszonálunió a két ország között),
- 1453-tól 1457-ig Magyarország, Csehország, valamint (Alsó- és Felső-)Ausztria között V. (Utószülött) László uralkodása alatt (harmadik perszonálunió Magyarország és Csehország között)
- Lengyel–litván perszonálunió hivatalosan 1386–1569 között, de ez idő alatt is sok esetben hosszabb-rövidebb ideig a két ország uralkodója más személy volt, utána valódi unió 1795-ig,
- 1576-tól 1586-ig az Erdélyi Fejedelemség, a Lengyel királyság és a Litván Nagyfejedelemség között Báthory István uralkodása alatt,
- II. Ulászló és II. Lajos idején csak Csehország és Magyarország között, míg 1526-tól Ausztria, majd 1556-tól a Német-Római Császárság is beletartozott,
- Kalmari unió, Dánia, Norvégia és Svédország között hivatalosan 1397-től 1523-ig, de ez idő alatt néhányszor mindhárom állam önálló uralkodót választott, vagy csak két állam között létezett perszonálunió,
- Dánia–Norvégia perszonáluniója, 1536–1814 között,
- Svéd–Norvég Unió 1814–1905 között,
- Az Angol Királyság és a Skót Királyság között hivatalosan 1603-tól 1707-ig a Stuart-ház égisze alatt, de az Angol polgári forradalom idején rövid időre megszűnt, illetve az államforma (köztársaság/commonwealth) is megváltozott egy időre, de ennek ellenére Oliver Cromwell is megteremtette a két ország perszonálunióját, illetve rövid ideig a Stuartok leányága, az Orániai-ház uralkodott, a dicsőséges forradalom pedig megteremtette a két ország teljes politikai egységét 1707-ben, mely a napjainkig fennáll.
- A Kasztíliai Királyság és a Leóni Királyság között 1230-tól már állandósult, amíg 1644-ben hivatalosan, jogilag nem egyesült a két királyság,
- A Kasztíliai Királyság és az Aragóniai Királyság között 1479-től 1715-ig, bár már 1469-től, Kasztíliai Izabella és Aragóniai Ferdinánd házasságkötésétől használatos a spanyol király megjelölés, viszont akkor még egyikük sem volt uralkodó, és 1506-tól 1507-ig a két ország uralkodója újra más-más személy volt, de a spanyol királyi cím 1516-tól, a katolikus királyok unokájának a trónra léptétől általános használatú, ugyanakkor Habsburg Károly akkor még nem hivatalosan használhatta a királyi címet, a két ország egyesülése azonban jogilag csak 1715-ben valósult meg, mely a napjainkig fennáll,
- Svédország és Lengyelország között 1592-től 1599-ig Vasa Zsigmond uralkodása alatt,
- A Brazil Császárság és a Portugál Királyság között 1826-ban, mikor I. Péter brazil császár az apja, VI. János portugál király halála után megörökölte a portugál trónt IV. Péter néven, de mivel a brazil függetlenség 1822-es kikiáltása után a brazilok nem kívántak újabb portugál uralmat, így Péter, miután kiadott Portugália számára egy liberális alkotmányt, alig két hónapi portugáliai uralkodás után, bár ez időben nem járt személyesen Portugáliában, lemondott a portugál trónról kiskorú elsőszülött lánya és legidősebb gyermeke, II. Mária javára, és ezzel véget is ért a kérészéletű brazil–portugál perszonálunió.